# Heteropoda spinipes
Heteropoda spinipes är en spindelart som först beskrevs av Pocock 1897.  Heteropoda spinipes ingår i släktet Heteropoda och familjen jättekrabbspindlar. Inga underarter finns listade i Catalogue of Life.